# Rhein-Neckar Löwen
Rhein-Neckar Löwen er en håndboldklub der spiller i den bedste tyske række – Bundesligaen. Klubben ligger i byen Mannheim. Byen har også et af Tysklands bedste ishockeyhold. Sebastian Hinze er pt. cheftræner i klubben.

## Spillertruppen 2019-20

### Aktuel trup
| Målvogtere - 01 Mikael Appelgren - 12 Andreas Palicka - 16 Can Adanir Fløjspillere RW - 24 Patrick Groetzki - 77 Tim Granz LW - 03 Uwe Gensheimer - 17 Jerry Tollbring Stregspiller - 30 Gedeón Guardiola - 36 Jesper Nielsen - 80 Jannik Kohlbacher | Venstre Back - 19 Philipp Ahouansou - 20 Ilija Abutović - 23 Steffen Fäth Playmaker - 02 Andy Schmid - 08 Romain Lagarde - 22 Mads Mensah Larsen Højre Back - 06 Niclas Kirkeløkke - 32 Alexander Petersson |

## Bemærkelsesværdige spillere & trænere

### Fredet spillere
| Rhein-Neckar Löwen |                |              |                  |              |
| Nr.                | Spiller        | Position     | Periode          | Ceremoni dag |
| 18                 | Bjarte Myrhol  | Stregspiller | 2009–2015        | 04/06/2015   |
| 3                  | Uwe Gensheimer | Venstre fløj | 2003–2016, 2019– |              |

### Tidligere spillere
| - Henning Fritz - Christian Schwarzer - Michael Haaß - Oliver Roggisch - Christian Zeitz - Michael Müller - Stefan Kneer - Mariusz Jurasik - Sławomir Szmal - Karol Bielecki - Krzysztof Lijewski - Ólafur Stefánsson - Róbert Gunnarsson - Stefán Rafn Sigurmannsson - Žarko Šešum - Darko Stanić | - Richard Štochl - Maroš Kolpak - Dmitri Torgovanov - Sergei Gorbok - Borko Ristovski - Dejan Manaskov - Tomas Svensson - Kim Ekdahl du Rietz - Børge Lund - Ivan Čupić - Jackson Richardson - Niklas Landin Jacobsen - Gábor Ancsin - Jan Filip - Andrej Klimovets - Oleg Velyky |

### Tidligere trænere
- Michael Roth
- Nicolaj Jacobsen
- Christian Schwarzer
- Frédéric Volle
- Yuri Shevtsov
- Ola Lindgren
- Guðmundur Guðmundsson

## Resultater
Resultater for Rhein-Neckar Löwen i den bedste Tyske række Bundesligaen, fra sæsonen 2007/2008 hvor de skiftede navn fra SG Kronau/Östringen til klubbens nuværende navn.
| Sæson   | Placering |
| ------- | --------- |
| 2016/17 | 1         |
| 2015/16 | 1         |
| 2014/15 | 2         |
| 2013/14 | 2         |
| 2012/13 | 3         |
| 2011/12 | 5         |
| 2010/11 | 4         |
| 2009/10 | 4         |
| 2008/09 | 3         |
| 2007/08 | 4         |

## Sponsorer
Jesper Nielsen, bedre kendt som Kasi-Jesper, var fra 2007 hovedsponsor i den tyske håndboldklub. Kasi-Jesper og hans firma KasiGroup investerede så mange penge i klubben, at de i 2009 kunne hente den islandske verdensstjerne Olafur Stefansson fra den spanske klub BM Ciudad Real. Jesper Nielsen blev også ejer af klubben. Imidlertid var han også engageret i sin barndomsklub, AG Håndbold, der i 2009 blev slået sammen med F.C. København Håndbold til AG København, og her valgte Nielsen at lægge sit hovedengagement. Han fik bl.a. hentet Stefansson til AG København, og i februar 2012 valgte han at trække sig helt ud af Rhein-Neckar Löwen, mens KasiGroups sponsorat løber ud med sæsonafslutningen i sommeren 2012.

## Eksterne links
- Wikimedia Commons har flere filer relateret til Rhein-Neckar Löwen
- Klubbens hjemmeside